# グスタフ・グリュントゲンス
"グスタフ・グリュントゲンス"（Gustav Heinrich Arnold Gründgens，芸名：Gustaf Gründgens，1899年12月22日‐1963年10月7日）はドイツのワイマール共和国末期からナチス・ドイツ、アデナウアー政権時代を通して活躍した俳優、演出家、歌手、劇場監督、映画監督。20世紀のドイツで最も有名で影響力のある俳優の一人であり、「今世紀最高のドイツ人俳優」と称された。ヘルマン・ゲーリングの庇護のもとでプロイセン国立劇場の総監督、枢密顧問官、国家俳優となりナチス・ドイツの演劇界の頂点に立ったことから、戦後に物議をかもした。また、亡命作家クラウス・マンが1936年に出版した『メフィスト』の主人公ヘンドリック・ホフゲンのモデルとなり、両者の死後、1971年に連邦憲法裁判所で芸術の自由と死後の人格保護権を巡って争った。

## 経歴

### 生い立ち
1899年12月22日、グリュントゲンスはデュッセルドルフで生まれた。かつては裕福だった両親は、事業の失敗によって没落しながらも体裁を保つためにブルジョア階級の生活を維持することに執着していた。彼は「この事実は、私の生き方に決定的な影響を与えた」と、400語に満たない未完の自伝の中で語っている。1917年、第一次世界大戦で兵役に召集され、前線劇場に参加して俳優、監督として活動した。戦後、デュッセルドルフ劇場の演劇学校に通い、ルイーズ・デュモンとグスタフ・リンデマンの指導を受けた。演劇学校からは彼の「問題のある人物の心理構造を具体的に描写する類まれな才能」が評価され、将来、古典劇文学の最も複雑な役を幅広くこなすことを期待されていた。1920年からハルバーシュタット、キール、ベルリンの劇場を転々とし、1923年から5年在籍したハンブルク劇場では70人の異なる役柄を演じ、30の作品を監督した。1925年、彼はトーマス・マンの息子であり、作家として活躍していたクラウス・マン、女優のエーリカ・マン、パメラ・ヴェーデキントと親しくなった。彼ら4人はクラウスの書いた戯曲『アーニャとエステル』の主役を演じた。1926年にグリュントゲンスはエーリカ・マンと結婚したが、３年後に離婚した。1928年にハンブルクからベルリンに移り、マックス・ラインハルト率いるドイツ劇場のアンサンブルメンバーになった。俳優としてだけではなく演出家と監督でも成功をおさめたが、劇場から繰り返し同じような役や仕事を与えられるばかりで才能を発展させる機会を得られなかったため、ドイツ劇場を去った。
1931年にはフリッツ・ラング監督の映画『Ⅿ』の暗黒街の顔役「金庫破り」の役で出演し、映画俳優としても有名になった。1932年ベルリン国立劇場と契約して最初の役は、ゲーテ没後100周年を記念した公演『ファウスト』第一部でのメフィストフェレス役であった。政権掌握の9日前、1933年1月21日の第二部初演では、グリュントゲンスとともに、ファウスト役にヴェルナー・クラウス、ヘレナ役にエレオノーラ・フォン・メンデルスゾーンが出演した。この公演はワイマール共和国の演劇史上最後の大成功をおさめたことで、「白鳥の歌」となった。グリュントゲンスは俳優としての人生40年間でメフィストフェレスの役を600回以上演じ、彼を象徴する役となった。

### ナチス時代
1934年4月、新体制に望ましくない劇団員を「浄化」し始めていた監督らは、グリュントゲンスに次シーズンの出演契約を破棄すると告げた。しかしプロイセン州首相ゲーリングはその話し合いに介入し、同日の夜『ファウスト』第一部の幕間に自らの貴賓席にグリュントゲンスを招いた。メフィストフェレス役の姿のままのグリュントゲンスとゲーリングの会談は、観劇に来ていた目撃者たちの注目を集め、劇的な印象を与えた。国民啓蒙・宣伝省は1934年5月15日の劇場法で帝国内全ての劇場に対して「文化的任務を遂行する責任」を課したが、プロイセン国立劇場（ベルリン国立劇場とベルリン国立歌劇場）はゲーリングの管轄として除外された。そのため、ゲッベルスの管理下に置かれた他の全ての劇場とは異なり、プロイセン国立劇場の運営及び人事に関する監督権限はゲーリングにあった。また、国立劇場は国を代表する劇場であるべきとして、ゲッベルスの推進する大衆向けプロパガンダのための「国民劇場」の機能から切り離された。1934年10月、ゲーリングとの4週間に及ぶ交渉と半年の試用期間の後、グリュントゲンスは正式に国立劇場の芸術監督に就任した。ゲーリングの希望に従い、ベルリン国立劇場を「ドイツ最高の劇場、ひいては世界最高の劇場にする」ことを宣言した。
グリュントゲンスは過去の左翼カバレットでの活動や退廃的な演技スタイル、同性愛傾向が業界内外に広く知られていたため、芸術監督就任は驚きをもって受け止められた。監督となったグリュントゲンスによって改装されたベルリン劇場が1935年11月にオープンした際、グリュントゲンスの演出でゲーテの『エグモント』が上演された。ベートーヴェン作曲の劇伴はフルトウェングラーが指揮した。
1935年9月の同性愛を禁止する刑法175条の厳格化から3か月後の12月、グリュントゲンスはゲーリングに宛てた手紙を通じて遠回しに同性愛の過去に言及し、「誤った同一視」により攻撃の対象になっていることを理由に監督の辞任を申し出た。しかしゲーリングは「彼がドイツに留まることは、国の劇場の成功に不可欠である」と擁護し、彼の辞任を認めなかった。1936年5月、フェルキッシャー・ベオバハターの紙上でアルフレート・ローゼンベルクの支援を受けた記者によって、グリュントゲンスによる『ハムレット』の演技を「ユダヤ人の精神に影響された、16世紀のドリアン・グレイのような知的で弁舌にたけた弱虫」と批判された。名指しされた訳ではなかったが、この批判の中で「ドリアン・グレイの肖像」の作者で同性愛者として知られるオスカー・ワイルドを引き合いに出したことは、グリュントゲンスに対する告発に等しかった。彼はスイスのバーゼルに一時亡命した。グリュントゲンスは電話でゲーリングに懇願されてベルリンに戻り、ゲーリングに逮捕された記者たちの釈放を求めた。しかし、当時の秘書によれば彼に亡命する意思はなく、示威行為であったと証言している。5月8日、ローゼンベルクはグリュントゲンスに対する中傷についてゲーリングに謝罪した。一方、グリュントゲンスはゲーリングからプロイセン枢密顧問官の地位を与えられた。枢密顧問官はゲーリングの許可がなければ逮捕できないため、逮捕の危険から彼を守るために与えられた有名無実の地位であった。グリュントゲンスはゲーリングのもとに無断で出入りし、自由に話すことのできる数少ない人物の一人であった。また、この時期に劇団員のマリアンヌ・ホッペと結婚した。彼女とは夫婦や恋人として舞台『ハムレット』のオフィーリア役や『KAPRIOLEN』などの映画で共演した。グリュントゲンス主演の『ハムレット』は、1928年オーストリア併合後6月のウィーン、7月にはゲーリングからの個人的な要請で『ハムレット』の舞台のモデルとなったデンマークのクロンボー城で上演された。
グリュントゲンスは1934年にゲッベルスによって国家俳優、1935年に帝国文化元老院の議員に任命され、1937年12月にはヒトラーから名誉称号として、プロイセン国立劇場の総監督の地位を授与された。グリュントゲンスは俳優、演出家、劇場監督としてベルリン全体の劇場を代表する政治的地位を持つことになった。しかし、彼はその高い地位にも拘らず国家社会主義の原則に全面的に賛同していないことは公衆の目にも明らかであり、NSDAPに入党せず、突撃隊や親衛隊にも所属することはなかった。1937年7月、ヒトラーはゲッベルスによる国立劇場の報告によってグリュントゲンスの完全な排除を考えていたが、8月に「現時点では何もすべきではない」と意見を変えた。
1938年1月、帝国文化院副議長のハンス・ヒンケルが同性愛を禁止する刑法175条の不正の報告を受けてグリュントゲンスを懲戒処分しようとしたとき、ゲーリングが仲裁に入りヒンケルを激しく叱責した。この件はヒンケルの上司であったゲッベルスとの対立を引き起こし、1月21日の日記では「それにしてもグリュントゲンスの周りは完全に男色家ばかりだ。私はゲーリングの考えが理解できない。指がうずく。私ならヒンケルのように黙っていることができない。たとえそのせいで死ぬことになってもだ」と異例の厳しさで書いている。しかし7月、ゲッベルスは方針を転換させ、帝国文化会議における「刑法第175条に関する処理方法の変更」によって、同性愛の犯罪歴が絶対的な除名・拒絶理由にはならなくなった。
1934年に文化外交の一環としてムッソリーニ脚本の戯曲を基にした演劇・映画『HUNDERT TAGE』に出演した。また、1938年12月に指揮者ヘルベルト・フォン・カラヤンとともにグリュントゲンスが監督したオペラ『魔笛』は大成功をおさめ、伝説となった。一方で、1937年7月の映画『KAPRIOLEN』はゲッベルスとヒトラー、ゲーリングの間で意見の対立を引き起こした。
1938年にはフランス7月革命を題材とし、芸術の検閲と全体主義に対する批判とも見做された映画『Tanz auf dem Vulkan 』で主役を演じた。彼の歌った『Die Nacht ist nicht allein zum Schlafen da』は現代まで知られる流行歌になった。また、1939年に主役を演じた『リチャード二世』はライナー・シュレッサーに文化的ボルシェビズムの試みであると非難された。プロイセン国立劇場は第三帝国を代表する劇場であった一方で、国家社会主義の海に浮かぶ「島」と呼ばれ、体制から隔離された芸術体験の場とみなされた。グリュントゲンスはゲーリングの権力に頼ってプロパガンダ映画への出演を避け続けていたが、1941年の『世界に告ぐ』のチェンバレン卿の役をゲッベルスに強制され、出演を避けられなかった。
1943年2月の総力戦演説の後、4月にグリュントゲンスは国防軍に志願した。ゲッベルスは彼の志願に対し、『グリュントゲンスは実際に英雄になろうとしているようだ。（…）この一連の出来事の背景については、私にはまだ詳しいことはわからない。いずれにせよ、この問題に総統が関与されたという噂は事実ではない。（…）今後ゲーリング本人に直接問い合わせるつもりだ。いずれにせよ、事態はグリュントゲンスが主張するほど明確で簡単ではないようだ。』と困惑している。グリュントゲンスは総力戦に対する抗議のために軍の療養所と前線の対空砲台へ赴き、訓練を経た後に伍長として配属された 。1944年、ゲーリングによって重要芸術家免除リストに登録され、兵役を免除された。グリュントゲンスはゲーリングとの関係を利用しエミー・ゲーリングの助けを借りることで、追放されて職を失った共産主義者の俳優を自身の劇団で雇用したり、同僚のユダヤ人の妻を楽屋で匿い、可能な限り亡命の手助けをした。また、1949年には反逆罪で拘留されていた俳優エルンスト・ブッシュの裁判で優秀な弁護士を雇い、彼自身も法廷で虚偽の証言をして死刑を回避させた。

### 戦後
終戦後、グリュントゲンスはソ連のNKVDによって尋問を受けた後、ジャムリッツ特別収容所に9か月収監された。グリュントゲンスは同僚やエルンスト・ブッシュに弁護され、ソ連占領地域での演劇の振興に努めることを条件に釈放された。また、グリュントゲンスは1948年のエミー・ゲーリングの非ナチ化裁判で彼女を弁護した。1947年3月、グリュントゲンスはデュッセルドルフ市立劇場とデュッセルドルフ劇場の館長を引き継ぎ、1955年にはドイツ劇場の総監督に就任した。また、1948年にはドイツ舞台協会会長となった。
連邦大統領テオドール・ホイスから、共和国の芸術家として初めてドイツ連邦共和国功労勲章大功労十字星章を授与された。1946年にマリアンヌがイギリス将校との間に子供を妊娠したため離婚したが、離婚後も友情は続いた。1947年11月にはグリュントゲンスとマリアンヌはともにサルトルの戯曲『蝿』に出演した。フランス総領事の後援を得て、ユルゲン・フェーリング演出で上演された『蝿』は課された悔恨を超えた自由を説き、ソ連の文化関係者からの抗議にも関わらずセンセーショナルな成功を収めた。1958年7月のザルツブルク音楽祭でのカラヤンと共同で作り上げたオペラ『ドン・カルロ』は最高傑作と絶賛された。1957年のハンブルク、そしてモスクワとニューヨークを巡業し、成功を収めた『ファウスト』第一部が1960年に映画化された。舞台版と同じ俳優が演じ、グリュントゲンスの舞台芸術を映画に収めたこの映画は、テレビで放映された。1963年10月7日、グリュントゲンスは若い友人と世界一周旅行の途中、フィリピンの首都マニラのホテルで睡眠薬の過剰摂取で亡くなった。事故か自殺か不明な状況であり、封筒には「睡眠薬を飲みすぎたと思います。少し変な感じがします。長く眠らせてください。」と書置きされていた。1935年に厳格化された175条は1969年まで有効なままであり依然として同性愛者への迫害が継続していたため、グリュントゲンスは生涯を通して同性愛傾向を隠し続けた。

## メフィスト判決
1936年秋、グリュントゲンスの義理の弟でナチス政権に国籍を剝奪されて亡命していたクラウス・マンは、1926年から36年のドイツ演劇界を題材とした小説『メフィスト』をアムステルダムのクヴェリードー社からフランス語で出版した。この小説の主人公の容姿の特徴、性格、経歴はグリュントゲンスのものと類似しており、亡命新聞パリ日報での発表当時からモデル小説と紹介されていた。マンはこのモデル小説という評に対し反発し、著書の序文では「この本は特定の人物に対して書かれたものではない。むしろ出世主義者に対して、精神を売り渡し裏切ったドイツの知識人に対して書かれたものである。」と主張した。マンは1932年の亡命前にドイツで最後に出版した小説『Treffpunkt im Unendlichen』の中で、すでにグリュントゲンスをモデルにしてグレゴール・グレゴリを描いていた。戦後、1949年クラウス・マンは西ベルリンの出版社とドイツ語版の『メフィスト』を出版する契約を結んでいたが、ベルリンの政治状況の悪化と「ドイツではグリュントゲンス氏がすでに非常に重要な役割を演じている」ことを理由に出版を拒否された。マンが「（権力に流されて行きつく先は）ほかならぬあの強制収容所です。」と出版社に返信した9日後、5月21日に彼はカンヌのホテルで睡眠薬の過剰摂取により自ら命を絶った。クラウスマンの死後、西ドイツのＳ．フィッシャー出版社など数社で『メフィスト』の出版が計画されたが、グリュントゲンスの抗議により阻止された。
グリュントゲンスは生前に本の内容、クラウスマンとの関係、ナチス時代の話題について書くことも話すとこも避けており、『メフィスト』の出版について裁判に持ち込むことはなかった。
1964年、『メフィスト』は西ドイツのニンフェンベルク出版社からクラウス・マン全集の一部として出版される予定であったが、グリュントゲンスの遺産相続人である養子ペーター・グリュントゲンス＝ゴルスキーはハンブルク地方裁判所に、小説『メフィスト』をコピー、配布、出版することを禁止する差止命令を申請をした。1965年に地方裁判所の判決でゴルスキーの訴えは棄却され、ニンフェンベルク出版社は『メフィスト』の出版を許可されたものの、ゴルスキーは控訴した。1966年、ハンブルク高等裁判所の判決では故グリュントゲンスの人格権が死後も継続すると判断された。黒人ダンサーのジュリエッタとのサドマゾヒスティックな関係の描写などを理由に、グリュントゲンスの人生と人格のイメージを歪める「小説の形で書かれた中傷的な文章」であるとして『メフィスト』の流布が完全に禁止された。1968年、連邦最高裁判所は芸術上の表現の自由よりも故人の社会的な領域における尊重の権利が優先されるとして、高裁の判決を支持した。しかし、故人の記憶が薄れていくにつれて法的保護の必要も薄れることから、差止命令の効力は時間的な制限があるとした。また、クラウス・マンは1945年以降に中傷的描写を改稿する責任があったとみなした。1971年、連邦憲法裁判所は「個人の名誉の権利は、最終的には芸術家の尊厳を尊重することである芸術の自由に優先するものではない」として出版社による違憲抗告を三対三の同数で退け、出版禁止を維持した。このメフィスト判決により西ドイツでは『メフィスト』の出版は禁止されたが、東ドイツでは元妻エーリカ・マンの手でアウフバウ社に持ち込まれ、1956年から出版されていた。クラウスの姉エーリカ・マンは1969年に亡くなるまでニンフェンベルク出版社とともに裁判に関わっていた。1979年にパリの太陽劇団の演出家アリアーヌ・ムヌーシュキンによって『メフィスト』が舞台化されたのち、ようやく1980年に西ドイツのローヴォルト文庫出版社から合法的に出版された。1981年にサボー・イシュトヴァーン監督によってクラウス・マリア・ブランダウアー主演で『Mephisto』として映画化され、カンヌ国際映画祭最優秀脚本賞とアカデミー賞外国語映画賞を獲得した。

## 人物・評価
- クラウス・マンは1942年の自伝『転回点』の中でグリュントゲンスとの初対面の印象を「神経質なヘルメス神」と語り、彼の変貌の能力、台詞回し、表情、身振りの巧みさに対する賞賛を捧げている[61]。
- 妻のマリアンヌはグリュントゲンスを深く愛し、「私にとってすべてを忘れられないものにしようとしてくれた。」と語った。また、彼がバイセクシャルであったと証言した[62]。一方で、「私の愛だったが、決して大きな愛ではなかった。あれは（私の）仕事だった」と認めている[63]。
- ゲッベルスは1937年にグリュントゲンスがヒトラーから総監督の称号を授与されたことについて日記で「やがて彼は皇帝になるだろう」と皮肉った[64]。一方で「彼はやはり賢く、どこか好感を抱かせる人物だ。そして何より非常に多才だ。彼はきっと自分の仕事を完璧に果たすだろう。」と書いている[65]。
- ヘルベルト・フォン・カラヤンは生涯、グリュントゲンスに対して深い敬意を抱き続けていた。カラヤンはナチス時代の彼について、政権に寵愛される存在でありながら公然と政権に対して厳しい、時には「卑猥」とさえ言える発言をしていたと証言している[66]。
- 当時16歳の時『ハムレット』を鑑賞した文芸評論家マルツェル・ライヒ＝ラニツキはグリュントゲンスが「時代は狂っている」、「デンマーク全体が監獄だ」という台詞を明確に強調したと証言し、「第三帝国の真っ只中にいるユダヤ人としての自分の運命が反映されているのを見た」と語った[67]。
- ヘルベルト・イエリングは、彼の演技は「チェスの世界王者」の駆け引きのような緊張感がありながら、時に「屋根の棟の上の夢遊病者」のような危うさがあったと述べている[68]。
- 1943年、アメリカに亡命していたカール・ツックマイヤーがドイツ国内に残った芸術家の人物像と政権への関与をまとめ、戦略情報局に提出した秘密報告書の中で、グリュントゲンスは「剃刀の上で踊る」ような危険を楽しんでいたと述べ、彼の日和見的な行動を一概に分類するのは難しいとして特殊ケース（カテゴリー３）に分類している[69]。
- グリュントゲンスの最初の伝記の著者であるクルト・リースが彼と親しかった人々にインタビューしたところ、各々が異なる「彼らのグリュントゲンス」を語った。グリュントゲンスがどんな人物であるか本当に理解している人は誰もいなかった[70]。

## 出演作品（抜粋）
- DANTON（1930年）…ロベスピエール
- Ⅿ（1931年）…シュランカー（金庫破り）
- Liebelei（1933年）…エッガースドルフ男爵
- The Tunnel（1933年）…ウルフ
- So Ended a Great Love（1934年）…メッテルニヒ
- Joan of Arc（1935年）…シャルル7世
- HUNDERT TAGE（1935年）…ジョゼフ・フーシェ
- KAPRIOLEN（1937年）…監督、ジャック・ウォーレン
- Tanz auf dem Vulkan （1938年）…ジャン・ガスパール・ドビューロー
- 世界に告ぐ（1941年）…ジョセフ・チェンバレン
- Friedemann Bach（1941年）…ヴィルヘルム・フリーデマン・バッハ
- A Glass of Water（1960年）…ヘンリー・シンジョン
- FAUST（1960年）…メフィストフェレス